# Dimaukum-moskee
De Dimaukum-moskee, (ook wel de Roze Moskee genoemd) is een moskee gelegen in de stad Datu Saudi Ampatuan in het zuiden van de Filipijnen. De bouw van de moskee werd gefinancierd door Samudin Dimaukum, de burgemeester van Datu Saudi Ampatuan. Het land waarop de moskee staat werd gebouwd was eigendom van de familie van de burgemeester. 